# Peter Mutharika

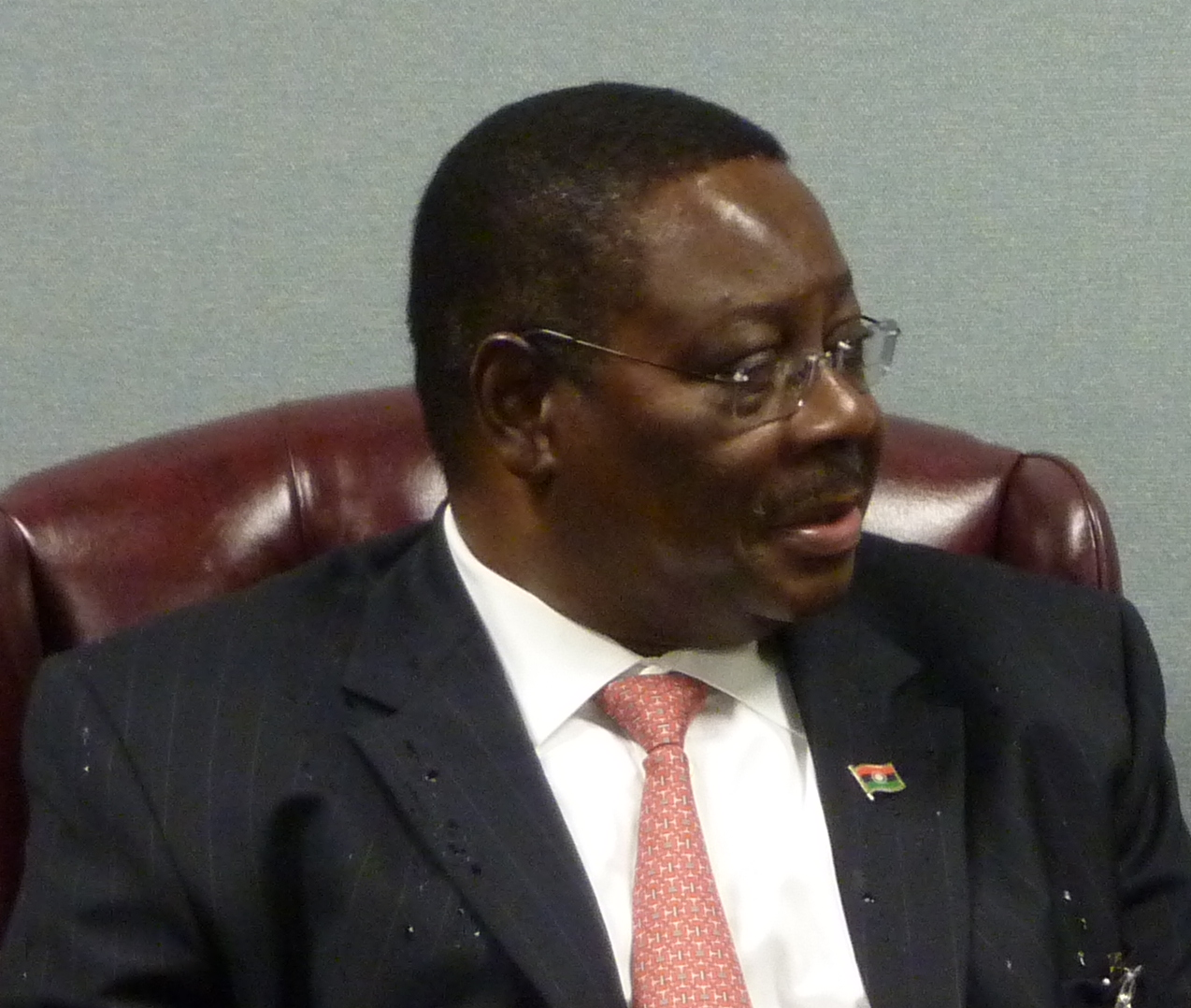
Peter Mutharika

Arthur Peter Mutharika (* 1940 in Chisoka, Thyolo, Nyasaland) ist ein malawischer Politiker der Democratic Progressive Party und war vom 31. Mai 2014 bis zum 28. Juni 2020 Präsident von Malawi.

## Leben
Sein Bruder war der ehemalige Präsident von Malawi Bingu wa Mutharika. Mutharika studierte an der University of London und an der Yale University. Von Mai 2009 bis März 2014 war Mutharika Abgeordneter in der Nationalversammlung von Malawi. Von 8. September 2011 bis 26. April 2012 amtierte Mutharika als Nachfolger von Etta Banda als Außenminister. Seit Mai 2014 ist Mutharika als Nachfolger von Joyce Banda Präsident Malawis. Bei der Präsidentschaftswahl 2019 wurde er mit rund 39 % der Stimmen wiedergewählt. Das Verfassungsgericht erklärte das Ergebnis der Wahl jedoch wegen gravierender Unregelmäßigkeiten für ungültig und ordnete eine neue Abstimmung binnen 150 Tagen an.
Mutharika kandidierte auch bei der Wiederholungswahl am 23. Juni 2020. Diese verlor er gegen seinen Konkurrenten Lazarus Chakwera, welcher am 28. Juni 2020 das Amt des Präsidenten übernahm.
Im August 2020 wurden die Bankkonten Peter Mutharikas und seiner Frau Gertrude vom Anti-Korruptionsamt eingefroren, nachdem eigenartige Abhebungen bemerkt wurden. Ebenfalls betraf dies die Bankkonten von Mutharikas Top-Sicherheitshelfer Norman Chisale sowie jene der ehemaligen stellvertretenden Generaldirektorin der Malawi Revenue Authority (MRA), Roza Mbilizi. Im Januar 2021 wies der oberste Gerichtshof Mutharikas Antrag auf Entsperrung seiner Konten zurück.
Im August 2021 prüfte das Verfassungsgericht eine Berufung der Progressiven Demokratischen Partei von Peter Mutharika. Er fordert die Absage der Präsidentschaftswahl 2020, weil vier seiner Vertreter mit Sitzverbot in der Wahlkommission belegt worden seien.
Peter Mutharika ist verheiratet und hat drei Kinder.